# Jacno (musicien)
Pour les articles homonymes, voir Jacno et Quilliard.
Denis Quilliard, dit Jacno, est un musicien, chanteur et producteur français, né le 3 juillet 1957 à Paris et mort dans la même ville le 6 novembre 2009.
Au lycée Charlemagne, ses camarades le surnomment « Jacno » en raison de sa consommation effrénée de cigarettes Gauloises, sur le paquet duquel figure le dessin d'un casque ailé signé par le graphiste Marcel Jacno. Il conserve dès lors ce pseudonyme, notamment pour sa carrière artistique.

## Biographie

### Parcours et collaborations
Au milieu des années 1970, Jacno suit une scolarité difficile au lycée Rodin dans le 13e arrondissement de Paris d'où il alterne avertissements et exclusions provisoires, puis définitive, pour une affaire confuse de séquestration du proviseur.  Il y a le temps néanmoins de se lier d'amitié avec d'autres musiciens du lycée, Pierre Meige, Éric Daugu (alias Eric Débris) et Éric Feidt (Rikky Darling), futurs membres du groupe Métal urbain. Ensemble, ils montent un groupe de rock nommé Bloodsuckers. Ils se produisent dans des clubs de Saint-Germain-des-Prés ou des fêtes de banlieue. Ils se séparent au bout d'un an.
Même s'il ne se revendiqua jamais comme tel, Jacno est le fondateur d'un des tout premiers groupes assimilés à la première vague du punk français, Stinky Toys, avec Elli Medeiros dès juillet 1976, qui signe deux albums chez Polydor et Vogue, loués entre autres par Alain Pacadis.
Changeant radicalement de style en 1979, il connaît le succès en solo avec un morceau instrumental joué au synthétiseur et à la guitare, Rectangle — que l'on retrouve plus tard dans les publicités de la marque Nesquik, et qui connaîtra par la suite des reprises dont celle, en 1999, de Gigi d'Agostino sous le titre La Passion. Rectangle impose le « son Jacno », épuré et cristallin, dont la clarté et la simplicité font mouche au tout début des années 1980. Ce qui ne s'appelle pas encore un clip, mais consiste en une sorte de court métrage promotionnel d'une durée de huit minutes, appelé Rectangle, deux chansons de Jacno, est tourné par Olivier Assayas dans l'une des tours Perspective du Quartier de Beaugrenelle en 1979, pour le nouveau label Dorian — Le Disque moderne fondé par Jean-Luc Besson, qui coproduisit le premier 33 tours de Jacno. Assayas avait intégré auparavant quatre morceaux de Jacno dans son premier film, le court-métrage Copyright, dans lequel tourne Elli Medeiros.
Jacno lance ensuite le duo pop Elli et Jacno et accomplit également un important travail de producteur de singles et d'albums pour : Pauline Lafont, Lio (Amoureux solitaires), Mathématiques Modernes, le premier album d'Étienne Daho (Mythomane) accompagné d'un clip de lancement sur fond d'images de synthèse, Daniel Darc (Sous influence divine) et Jacques Higelin (Tombé du ciel),.
Elli & Jacno participe à la bande originale du film Les Nuits de la pleine lune d'Éric Rohmer (1984). Jacno collabore aussi avec Jean-Charles de Castelbajac, qui crée son costume de scène pour le concert de l'Olympia en 1985. Il poursuit sa carrière en solo avec la chanson Tant de baisers perdus — sur un texte de Françoise Hardy.
Jacno a également écrit des paroles de chansons, notamment pour Les Valentins (J'ai triste) et Paul Personne (Le Bourdon). Il a aussi chanté en duo avec Romane Bohringer (D'une rive à l'autre, 1994) et Helena Noguerra (Désamour, 2002). En 2002, il reprend Sentimental bourreau de Boby Lapointe sur l'album Boby Tutti-Frutti - L'hommage délicieux à Boby Lapointe. Il collabore également au renouveau yéyé en partageant deux chansons avec l'ex-Miss France Mareva Galanter, Bang bang et Ne dis rien, sur son album Ukuyéyé by Mareva en 2006. En 2003, il interprète la chanson Mobile pour Concorde Music Club (Thomas Deligny), titre resté inédit à ce jour.
Des échantillons de ses musiques ont également été repris en sampling par Gigi d'Agostino (Rectangle) ou encore Concorde Music Club (Triangle).
Si Jacno a peu bénéficié de succès populaires (hormis Rectangle), il a en revanche toujours obtenu la reconnaissance de ses pairs. En témoignent les dédicaces de deux de ses albums, Une idée derrière la tête et French Paradoxe : pour le premier, la mention dans le livret « avec l'enivrante participation » de personnalités comme Jacques Higelin au clavecin, Paul Personne à la guitare, Gérard Blanchard (également compositeur de la chanson Poubelle et fleurs) à l'accordéon, Étienne Daho et Elli Medeiros aux chœurs ; pour le second, la participation d'artistes comme Helena Noguerra et Miossec (également coauteur de Toi et moi) aux voix, Thomas Dutronc à la guitare et Arthur H au piano (également compositeur du morceau Les Objets).
Sur son dernier album Tant de temps figure une participation de Stereo Total (sur le titre Mars rendez-vous).

### Mort
Jacno meurt des suites d'un cancer dans la nuit du 5 au 6 novembre 2009 à l'âge de 52 ans,.
Il repose au cimetière communal de Villars-en-Azois en Haute-Marne, village dont sa famille est originaire.

### Postérité et hommages
La sortie d'un disque hommage consacré à Jacno intitulé Jacno Future a été annoncée en janvier 2011, initialement prévue en avril 2011 mais repoussée au 6 juin 2011. L'album, dont la pochette est dessinée par son  ami Jean-Charles de Castelbajac, revisite l’œuvre de Jacno, depuis The Stinky Toys jusqu'à ses disques en solo, en passant par le duo Elli & Jacno.
Sur ce disque, Étienne Daho reprend avec Calypso Valois — la fille de Jacno et d'Elli — « dans une version danceflooresque » le titre Amoureux solitaires, produit par Jacno pour Lio. Le lien qui unit Daho à Jacno n'est pas récent : Jacno a réalisé le premier album de Daho, Mythomane, et Daho a réalisé notamment Faux témoin, deuxième album solo de Jacno ; par ailleurs Jacno a repris sur l'album hommage Tombés pour Daho le titre On s'fait la gueule — son dernier enregistrement — en 2008.
Outre Étienne Daho, Dominique A, Brigitte Fontaine, Jacques Higelin, Katerine, Thomas Dutronc, Miossec, Arthur H, Benjamin Biolay, Alex Beaupain, Stereo Total, Alexandre Chatelard ou encore Coming Soon lui rendent hommage sur cet album.
En 2012, le réalisateur Pierre Carron a publié et diffusé le reportage Jacno, un héros français, d'une durée de 52 minutes sur la chaîne CStar, comprenant divers témoignages livrés par l'entourage de l'artiste, sur la voix-off de Dani. Daniel Darc, ex-chanteur du groupe Taxi Girl, nomme à cette occasion Jacno, le « Bowie français ». La même année, le film À moi seule lui est dédié.

## Discographie

### Participation
- 2002 : Boby Tutti-Frutti - L'hommage délicieux à Boby Lapointe (titre Sentimental bourreau)
- 2003 : Stupeflip - Stupeflip (titre Je Fume Pu D'Shit)
- 2007 : Tombés pour Daho (titre On s'fait la gueule)
- 2010 : Boby Lapointe (re) prisé (titre Sentimental bourreau)

## Filmographie

### Comme compositeur
- 1984 : Les Nuits de la pleine lune d'Éric Rohmer
- 1993 : Le Contrat (court métrage) de Laurent Pawlotsky
- 2002 : Lulu de Jean-Henri Roger
- 2003 : Variété française de Frédéric Videau (présenté à la Mostra de Venise 2003, dans le cadre de la semaine internationale de la critique)
- 2004 : Code 68 de Jean-Henri Roger
- 2007 : Sous les toits de Paris de Hiner Saleem

### Comme acteur
- 1980 : Rectangle - Deux chansons de Jacno (court métrage) d'Olivier Assayas - lui-même
- 1989 : J'aurais jamais dû croiser son regard de Jean-Marc Longval - Daniel
- 1995 : Les Derniers Mots (court métrage) de Yannick Saillet - Le prêtre
- 2002 : L'Auberge espagnole de Cédric Klapisch - Le père de Xavier
- 2003 : Variété française de Frédéric Videau - Le père d'Édith
- 2003 : Les Lionceaux de Claire Doyon - Robert, le père
- 2004 : Code 68 de Jean-Henri Roger - Pierrot Léonardel
- 2007 : Fille unique (court métrage) de Julie Bonan - Monsieur Chalamov (crédité sous le nom de Denis Jacno)